# Leni Lohmar
Leni Lohmar, de son nom complet Magdalena Maria Lohmar, est une nageuse allemande, née le 19 octobre 1914 à Bonn et morte le 31 décembre 2006 à Witten.

## Carrière
Leni Lohmar remporte la médaille d'argent en relais 4 × 100 mètres nage libre aux Jeux olympiques d'été de 1936 à Berlin. Elle participe aussi à l'épreuve du 100 mètres nage libre et est éliminée en séries. 